# S/2019 S 2
S/2019 S 2 — природний супутник Сатурна. Відкритий Едвардом Ештоном, Бреттом Гледменом, Жан-Марком Петі та Майком Александерсеном 23 травня 2023 року на основі спостережень, зроблених між 3 липня 2019 року та 9 липня 2021 року.
S/2019 S 2 має близько 3 кілометрів у діаметрі, обертається ретроградно навколо Сатурна на відстані — 16 559 900 км, орбітальний період — 799,82 земної доби, під кутом нахилу 173,3° до площини екліптики, ексцентриситет орбіти — 0,279. S/2019 S 2 належить до скандинавської групи.